# Kristoffer Karlsson
Kristoffer Karlsson (1984) is een Zweeds voetbalscheidsrechter. Hij werd vanaf 2018 opgenomen door FIFA en UEFA en fluit sindsdien internationale wedstrijden.
Op 5 juli 2018 maakte Karlsson zijn debuut in Europees verband tijdens een wedstrijd tussen KÍ Klaksvík en Birkirkara FC in de voorrondes van de UEFA Europa League. De wedstrijd eindigde op 2–1.
Zijn eerste interland floot hij op 4 september 2020 toen Wit-Rusland met 0–2 verloor tegen Albanië.

## Interlands
| Datum            | Plaats             | Wedstrijd             | Uitslag | Competitie             | Kreeg geel | Kreeg voor de tweede keer geel en dus rood | Weggestuurd |
| ---------------- | ------------------ | --------------------- | ------- | ---------------------- | ---------- | ------------------------------------------ | ----------- |
| 4 september 2020 | Minsk, Wit-Rusland | Wit-Rusland – Albanië | 0 – 2   | Nations League 2020/21 | 2          | 0                                          | 0           |

Laatste aanpassing op 15 november 2020